# Herzenbergita
L'herzenbergita és un mineral de la classe dels sulfurs. Va ser descoberta pel químic Roberto Herzenberg, qui la va nomenar kolbeckina (no confondre amb la kolbeckita). Posteriorment va ser publicada una millor descripció que la inicial, realitzada per Ramdohr, qui li va canviar el nom en honor de Herzenberg.

## Característiques
L'herzenbergita és un sulfur de fórmula química (Sn,Pb)SnS₂. Cristal·litza en el sistema ortoròmbic. La seva duresa a l'escala de Mohs és 2. Forma una sèrie de solució sòlida amb la teal·lita.
Segons la classificació de Nickel-Strunz, l'herzenbergita pertany a «02.CD - Sulfurs metàl·lics, M:S = 1:1 (i similars), amb Sn, Pb, Hg, etc.» juntament amb els següents minerals: teal·lita, alabandita, altaïta, clausthalita, galena, niningerita, oldhamita, keilita, cinabri i hipercinabri.

## Formació i jaciments
Va ser descoberta l'any 1934 a la mina Maria-Teresa, a Huari, a la província d'Avaroa (Departament d'Oruro, Bolívia).